# ساگابتینگا-یارکه

ساگابتینگا-یارکه شهری در شهرستان ایپلسه در استان بازگا در بورکینافاسوی مرکزی است و جمعیت آن ۲۷۸۴ نفر است.